# Tricimba thistletoni
Tricimba thistletoni är en tvåvingeart som beskrevs av Ismay 1993. Tricimba thistletoni ingår i släktet Tricimba och familjen fritflugor. Inga underarter finns listade i Catalogue of Life.